# メジャーリーグラグビー
メジャーリーグラグビー（英: Major League Rugby、略称: MLR、USMLR）は、アメリカ合衆国におけるラグビーユニオンの最上位選手権である。2018年に始まり、2024年現在12チーム、毎年春から夏にかけて開催される。ワールドラグビー、ラグビーアメリカスノース公認。本部はユタ州ソルトレイクシティに置かれている。

## 参加チーム

### 現在のチーム
メジャーリーグラグビー 2024シーズン 12チーム。2024年6月現在。
| チーム名                             | 本拠地                           | ホームスタジアム                       | 収容人数 | 参入年 | コーチ            | 放送局                                  |
| ------------------------------------ | -------------------------------- | -------------------------------------- | -------- | ------ | ----------------- | --------------------------------------- |
| アンセム・ラグビー・カロライナ       | ノースカロライナ州、シャーロット | American Legion Memorial Stadium       | 10,500   | 2024   | Alama Ieremia     |                                         |
| オールド・グローリーDC               | メリーランド州、ジャーマンタウン | Maryland SoccerPlex                    | 5,000    | 2020   | Simon Cross       | Univision DC Monumental Sports Network  |
| サンディエゴ・リージョン             | カリフォルニア州、サンディエゴ   | Snapdragon Stadium                     | 35,000   | 2018   | Danny Lee         | FOX 5 San Diego                         |
| シアトル・シーウルブズ               | ワシントン州、タックウィラ       | Starfire Stadium                       | 4,500    | 2018   | Allen Clarke      | Univision Seattle Root Sports Northwest |
| シカゴ・ハウンズ                     | イリノイ州、ブリッジビュー       | シートギーク・スタジアム               | 20,000   | 2023   | Sam Harris        | Marquee Sports Network                  |
| ダラス・ジャッカルズ                 | テキサス州、アーリントン         | チョクトー・スタジアム                 | 48,000   | 2022   | Agustin Cavalieri | KTXA                                    |
| ニューイングランド・フリージャックス | マサチューセッツ州、クインシー   | Veterans Memorial Stadium              | 5,000    | 2020   | Scott Mathie      | NBC Sports Boston                       |
| ニューオーリンズ・ゴールド           | ルイジアナ州、メテリー           | シュライン・オン・エアライン           | 10,000   | 2018   | Cory Brown        | YurView Louisiana                       |
| ヒューストン・セイバーキャッツ       | テキサス州、ヒューストン         | SaberCats Stadium                      | 4,000    | 2018   | Pote Human        | Space City Home Network                 |
| マイアミ・シャークス                 | フロリダ州、フォートローダデール | AutoNation Sports Field                | 5,000    | 2024   | José Pellicena    |                                         |
| ユタ・ウォリアーズ                   | ユタ州、ヘリマン                 | Zions Bank Stadium                     | 5,000    | 2018   | Greg Cooper       | KMYU                                    |
| ラグビーFCロサンゼルス               | カリフォルニア州、カーソン       | ディグニティ・ヘルス・スポーツ・パーク | 27,000   | 2020   | Stephen Brett     |                                         |

## 過去に在籍したチーム
- コロラド・ラプターズ（2018-2020）
- オースティン・ギルグロニス（2018-2022）
- LAギルティニス（2021-2022）
- ラグビーユナイテッド・ニューヨーク（2019-2023）
- トロント・アローズ（2019-2023）

## 勝利チーム
プレーオフ決勝戦の結果。
| 年   | チーム数 | 優勝                                                 | スコア                                               | 準優勝                                               | 備考              |
| ---- | -------- | ---------------------------------------------------- | ---------------------------------------------------- | ---------------------------------------------------- | ----------------- |
| 2018 | 7        | シアトル・シーウルブズ                               | 23–19                                                | コロラド・ラプターズ                                 | [ 3 ]             |
| 2019 | 9        | シアトル・シーウルブズ                               | 26–23                                                | サンディエゴ・リージョン                             | [ 4 ]             |
| 2020 | 12       | 新型コロナウイルス感染症の世界的流行により中断、中止 | 新型コロナウイルス感染症の世界的流行により中断、中止 | 新型コロナウイルス感染症の世界的流行により中断、中止 | [ 5 ] [ 6 ] [ 7 ] |
| 2021 | 12       | LAギルティニス                                       | 31–17                                                | ラグビーATL                                          | [ 8 ]             |
| 2022 | 13       | ラグビーユナイテッド・ニューヨーク                   | 30–15                                                | シアトル・シーウルブズ                               | [ 9 ]             |
| 2023 | 12       | ニューイングランド・フリージャックス                 | 25–24                                                | サンディエゴ・リージョン                             | [ 10 ]            |
| 2024 | 12       |                                                      | –                                                    |                                                      |                   |

## 歴史
記事内の太字は、参入中の現チーム名。

### 設立まで
2017年2月までに、9つのアマチュアラグビーユニオンチーム、オースティン・ハンズ（Austin Huns）、ヒューストン・ストライカーズ（Houston Strikers）、グレンデール・ラプターズ（Glendale Raptors）、ニューオーリンズRFC（New Orleans RFC）、ラグビー・ユタ（Rugby Utah）、シアトル・サラセンズ（Seattle Saracens）、ミネアポリス（Minneapolis）、カンザスシティ・ブルース（Kansas City Blues）、ダラス・グリフィンズ（Dallas Griffins）が、翌年からのプロリーグ開始を発表した。
2017年8月、オースティン・ハンズが脱退し、代わりにオースティン・エリート（Austin Elite）が加入。ヒューストン・ストライカーズはヒューストン・セイバーキャッツ（Houston SaberCats）に、グレンデール・ラプターズはコロラド・ラプターズ（Colorado Raptors）に名称変更した。ニューオーリンズRFCからはニューオーリンズ・ゴールド（New Orleans Gold）、ラグビー・ユタからはユタ・ウォリアーズ（Utah Warriors）、シアトル・サラセンズからはシアトル・シーウルブズ（Seattle Seawolves）という名称のプロチームを編成した。ミネアポリスはサンディエゴ・リージョン（San Diego Legion）に替えられた。カンザスシティとダラスは準備段階のため不参加。これにより、2018年の初シーズンは7チームでスタートした。
2017年11月6日、CBSスポーツネットワークと複数年にわたるテレビ放映権の契約を結んだ。新しいスポーツリーグが発足前に全国規模のテレビ放映権契約を結ぶのは初めてだった。

### 設立後
初年度2018年シーズンは、レギュラーシーズンの初試合は、4月21日に行われたヒューストン・セイバーキャッツとニューオーリンズ・ゴールドの対戦だった。7月7日に行われた決勝戦は、シアトル・シーウルブズがコロラド・ラプターズを23対19で破り、初代チャンピオンとなった。
2019年シーズンでは、ラグビーユナイテッド・ニューヨーク（Rugby United New York）と、カナダのトロント・アローズ（Toronto Arrows）が加わり、9チームとなった。オースティン・エリートには瀧澤直が入団した。2019年4月にヒューストン・セイバーキャッツの常設スタジアム（セイバーキャッツスタジアム、SaberCats Stadium）が完成し、初めてのリーグ戦専用スタジアムとなった。
2020年シーズンは、オースティン・エリートがオースティン・ギルグロニスに名称変更し、畠山健介が入団したニューイングランド・フリージャックス（New England Free Jacks）、オールド・グローリーDC（Old Glory DC）、ラグビーATL（Rugby ATL）が加わり、12チーム参加で3月7日に開幕した。しかし2020年3月12日、新型コロナウイルスの世界的流行により2020年シーズンを30日間中断、その後、5ラウンドを終えた3月18日にシーズンの残りすべてを中止した。
2021年シーズンにLAギルティニス（LA Giltinis）が参入し12チームに、2022年シーズンにダラス・ジャッカルズ（Dallas Jackals）が参入し13チームになった。
2022年シーズンにおいて、レギュラーシーズン（ウェスタンカンファレンス）で1位のLAギルティニスと、2位のオースティン・ギルグロニスが、給与上限規則違反のためプレーオフから失格になった。10月に2チームはリーグから追放され、解散した。
2023年シーズンでは、シカゴ・ハウンズ（Chicago Hounds）が参入。
2023年シーズン終了後、ラグビーATLはアトランタからロサンゼルスに移転し、ラグビーFCロサンゼルス（Rugby FC Los Angeles）に名称変更した。ラグビーユナイテッド・ニューヨークは資金不足により解散した。カナダのトロント・アローズは、GMのビル・ウェッブが死去したことによりメジャーリーグラグビーから離脱した。
2024年シーズンで、FOXスポーツは、準決勝と決勝を含む10試合を放送することに合意した。
2024年シーズンからマイアミ・シャークス（Miami Sharks）とアンセム・ラグビー・カロライナ（Anthem Rugby Carolina）が参入、計12チームで競う。
アンセム・ラグビー・カロライナ（Anthem Rugby Carolina）は、ワールドラグビーから財務支援を受けて創設されたチーム。既存のプロラグビークラブに入団していない選手を集め、チーム内からラグビーワールドカップ2027（オーストラリア大会）への出場選手を育成し、ラグビーワールドカップ2031までにアメリカ合衆国代表（イーグルス）の競争力を高めることが主な目的である。
2025年シーズンからメキシコのヌエボ・レオン（Nuevo León）が参入する見込み。

## 放送・配信
2024年6月現在
- アメリカ合衆国内では、Fox Sportsのほか、国内および地域のプラットフォームで放映される。一部の試合はThe Rugby Networkで北米向けにライブストリーミング配信される。
- 海外向けにはThe Rugby Networkで全試合が視聴可能。